# Perumagalur
Perumagalur es una ciudad y nagar Panchayat situada en el distrito de Thanjavur en el estado de Tamil Nadu (India). Su población es de 5604 habitantes (2011).

## Demografía
Según el censo de 2011 la población de Perumagalur era de 5604 habitantes, de los cuales 2765 eran hombres y 2839 eran mujeres. Perumagalur tiene una tasa media de alfabetización del 74,03%, inferior a la media estatal del 80,09%: la alfabetización masculina es del 82,64%, y la alfabetización femenina del 65,80%.